# 4332 Milton
Milton (asteróide 4332) é um asteróide da cintura principal com um diâmetro de 11,54 quilómetros, a 1,7720262 UA. Possui uma excentricidade de 0,3146527 e um período orbital de 1 518,54 dias (4,16 anos).
Milton tem uma velocidade orbital média de 18,52307324 km/s e uma inclinação de 19,15823º.
Este asteróide foi descoberto em 5 de Setembro de 1983 por Carolyn Shoemaker.